# Takashi Usami
Takashi Usami (født 6. maj 1992 i Nagaokakyō) er en japansk fodboldspiller som spiller for Gamba Osaka. Han debuterede på det japanske U-20-landshold i år 2010.